# Харківська єпархія УПЦ (МП)
Харківська єпархія — єпархія Української православної церкви (Московського патріархату). Центр єпархії, кафедральний собор і резиденція правлячого архієрея розміщені в Харкові. Об'єднує парафії і монастирі УПЦ МП на території Харківської області. Заснована в 1799 році як Слобідсько-Українська і Харківська.

## Історія єпархії

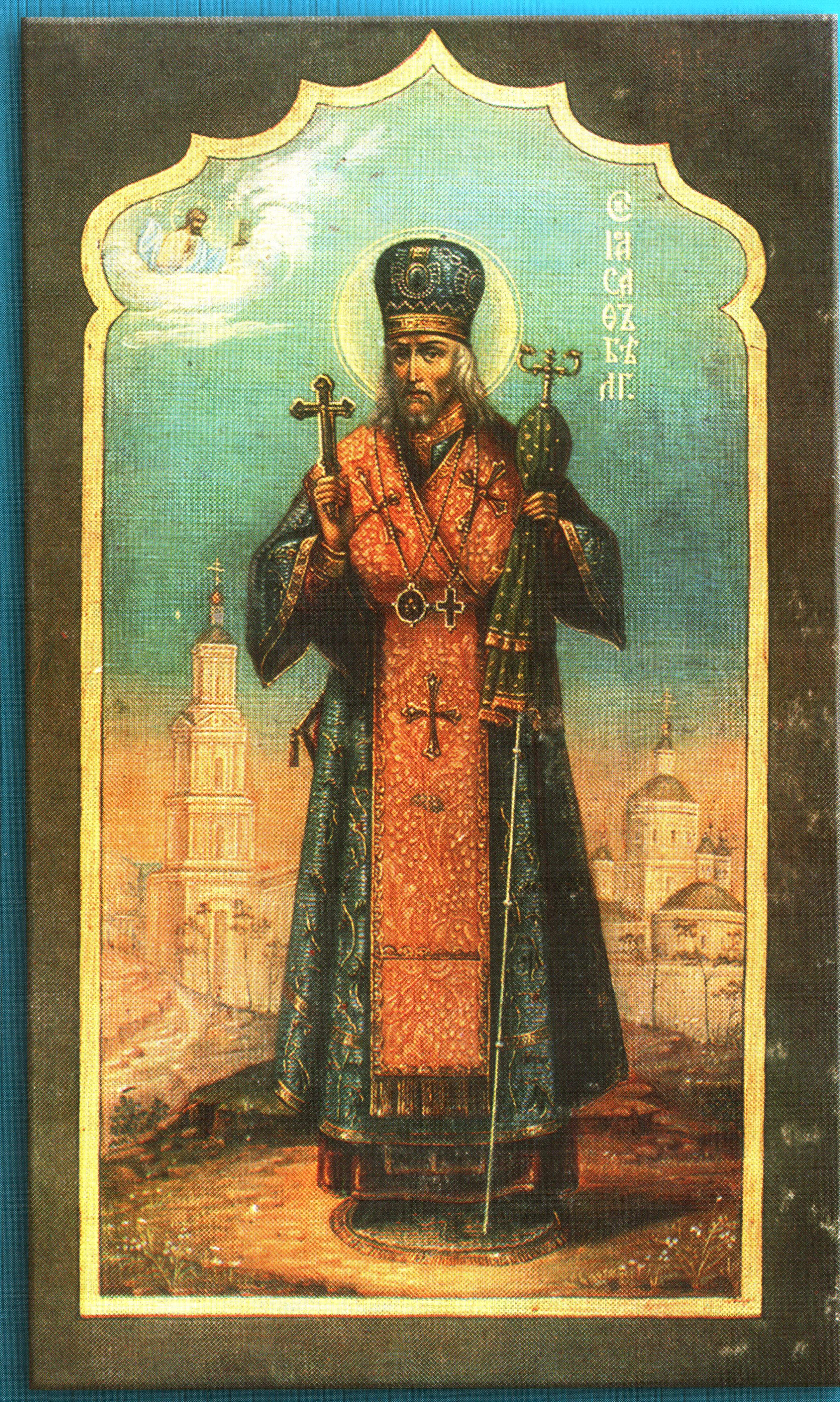
Святитель Йоасаф єпископ Бєлгородський

Православ'я з'являється на території сучасної Слобожанщини задовго до заснування міста Харкова. Ще в XI—XII століттях воно проникає сюди разом зі слов'янською колонізацією. Вплив йшов з боку сусідніх князівств — Переяславського та Чернігівського, Суздальського та Рязанського, Тмутараканського. Проте постійні татарські набіги спустошили цю землю і до XVI—XVII століть ця земля залишалася незаселеним Диким полем.
Розпочаті утиски українського населення поляками викликало цілу хвилю переселень з Правобережної та Західної України на незаселені землі Слобожанщини, де не було поляків і релігійних гонінь на православ'я.
Масовій народній колонізації передувала монастирська колонізація незаселених земель. У Дикому полі виникають такі монастирі як Святогірський, Краснокутський, Курязький, Дивногорський. Поруч з монастирями виникали поселення. Монастирі вабили переселенців до себе не лише бажанням жити поруч зі святою обителлю, а й міцними монастирськими стінами, за якими можна було сховатися від татарських набігів.
Слобожанщина в XVII столітті заселялася православними переселенцями з Правобережної України. На нове місце вони часто везли не тільки церковні сосуди, богослужбові книги та іншу церковну утвар, а й свої церковні традиції. Ці традиції значно відрізнялися від північноруських, московських звичаїв. Сюди входили, наприклад, вибори прихожанами священно- і церковнослужителів, організація братств, шкіл і богаділень. Перші священники часто також приїжджали разом з переселенцями.
Населення Слобожанщини з самого початку було багатонаціональним. Крім українців — переселенців, значну частину населення становили росіяни — служиві люди, що надсилаються Москвою для допомоги переселенцям.

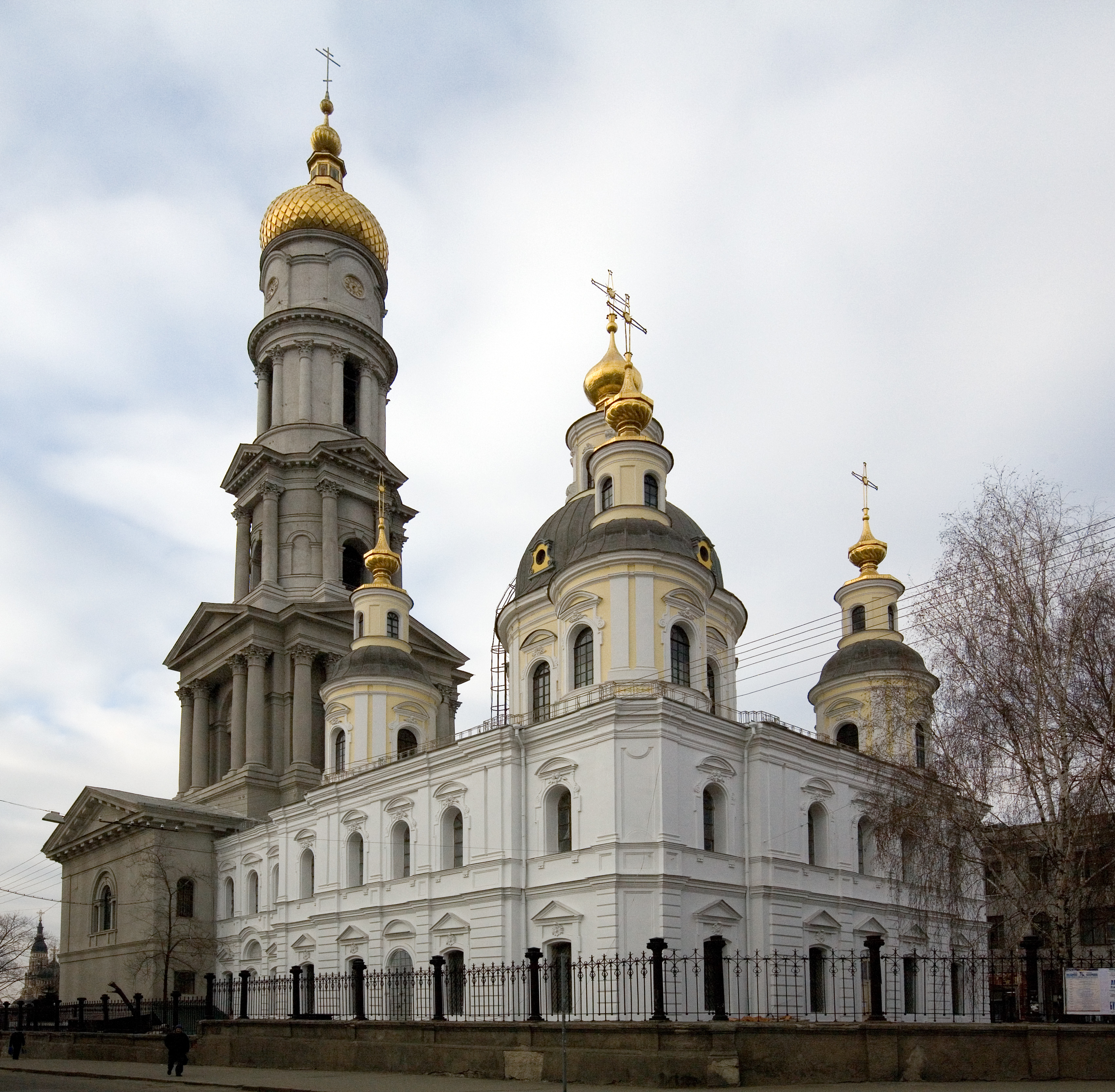
Успенський собор

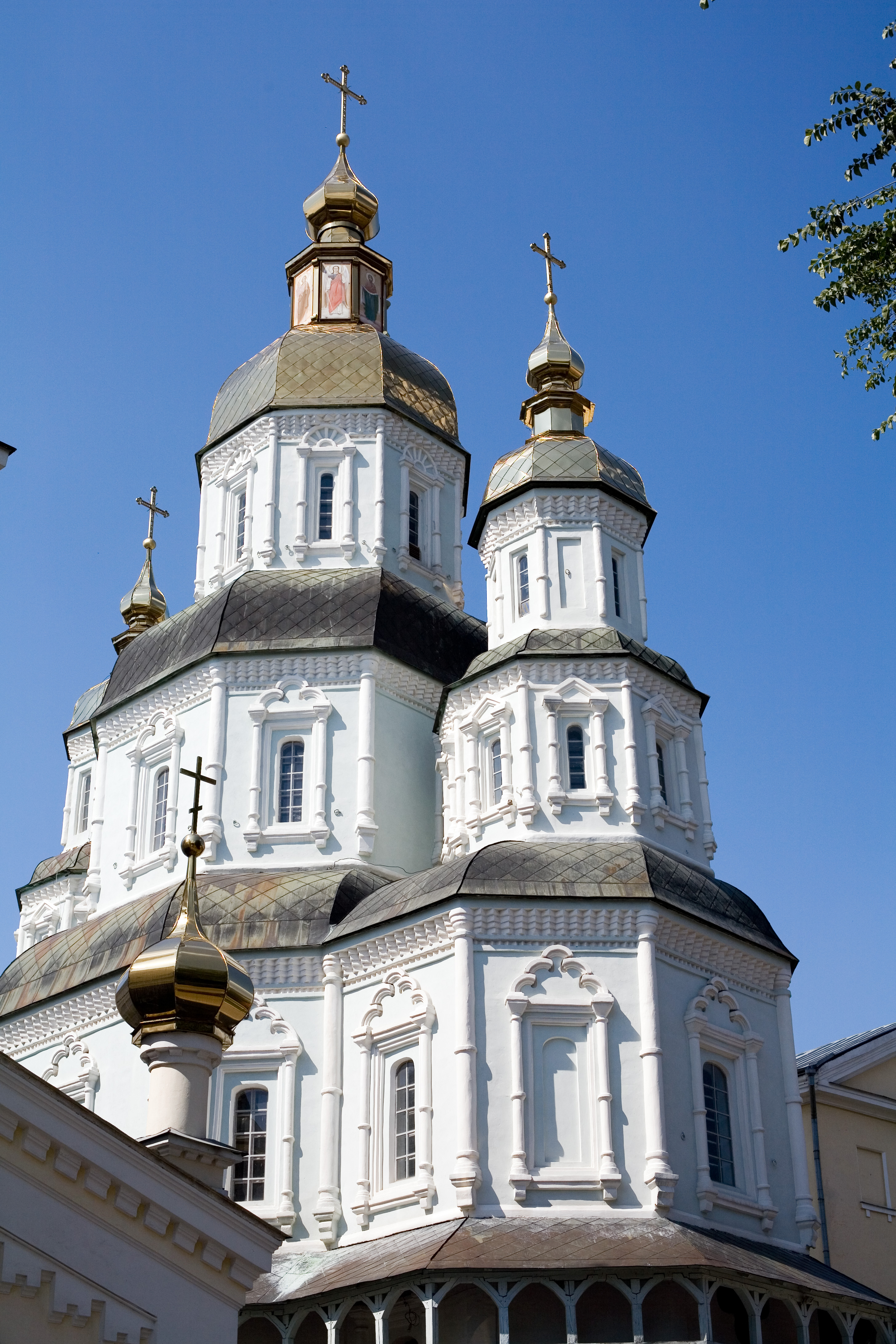
Покровський собор

Духовне життя була в той час однією з найважливіших сторінок в житті переселенця, тому парафіяльні храми виникали на новому місці одними з перших. Так, перших храм Харкова — Успенський, був побудований за рік — з 1657 по 1658 рр. А вже в 1659 році налічувалося 3 церкви — Успенська, Благовіщенська і Троїцька. До 1663 року з'явилося ще 2 церкви — Різдвяна і церква на честь Архангела Михаїла. Храми будувалися силами переселенців.
Більшість цих храмів виникало не на території самої Харківської фортеці, а по слободах. Харківська фортеця була невеликою за розмірами і вже не могла вміщати всього населення, яке хотіло оселитися тут. Тому поряд із самою фортецею виникають невеликі поселення — слободи. Оскільки вони знаходилися недалеко від фортеці, їхнє населення під час татарського набігу могло сховатися в самій фортеці. А фортечні стіни не заважали населенню слобод займатися сільським господарством і ремеслами.
Перші церкви будувалися з дерева і спочатку були дуже бідними. Бідність Успенської церкви викликала в московському воєводі Офросімова, який звик до пишноти храмів, величезне обурення, яке він описав у своєму повідомленні царю:
| | \| а образів місцевих і деісусів немає – черкаси моляться паперовим листам, свого литовського письма та стінам, а книжок і заводу ніяких немає, і за тебе, великий государ, молити Бога не по чому; тільки брешуть Богу і десятої частини хвали Богу не віддають. Немає євангелія напрестольнаго, ні служебника, ні требника, ні триоді пісної, ні тріфолоя, ані апостола, ані мінеї, ні октоїха, ні шестоднева, ні арфі слідувати, ні євангелія толкового. І про те вели свій милостивий указ учинити, щоб було по чому за тебе, великий государ, молити Бога. А я, бачучи їх маловірря, що поклоняються паперовим листам і стінам, для того до тебе і писав. І про те, як ти, великий государ, вкажеш \| Оригінальний текст (рос.) а образовъ мѢстныхъ и деісусов нѢтъ— черкасы молятся бумажнымъ листамъ, своему литовскому письму и стѢнамъ, а книгъ и заводу никаких нѢть, и за тебя, великій государь, молить Бога не по чемъ; только лгутъ Богу и десятой части хвалы Богу не воздаютъ. НЪтъ евангелія напрестольнаго, ни служебника, ни требника, ни тріоді постной, ни трифолоя, ни апостола, ни минеи, ни октоиха, ни шестоднева, ни псалтири следованной, ни євангелія толковаго. И о томъ вели свой милостивый указъ учинить, чтобъ было по чемъ за тебя, великій государь, молить Бога. А я, видячи ихъ маловѢріе, что поклоняются бумажнымъ листамъ и стѢнкамъ, для того къ тебѢ и писалъ. И о томъ, какъ ты, великій государь, укажешь. |
| а образів місцевих і деісусів немає – черкаси моляться паперовим листам, свого литовського письма та стінам, а книжок і заводу ніяких немає, і за тебе, великий государ, молити Бога не по чому; тільки брешуть Богу і десятої частини хвали Богу не віддають. Немає євангелія напрестольнаго, ні служебника, ні требника, ні триоді пісної, ні тріфолоя, ані апостола, ані мінеї, ні октоїха, ні шестоднева, ні арфі слідувати, ні євангелія толкового. І про те вели свій милостивий указ учинити, щоб було по чому за тебе, великий государ, молити Бога. А я, бачучи їх маловірря, що поклоняються паперовим листам і стінам, для того до тебе і писав. І про те, як ти, великий государ, вкажеш | |

Першими харківськими священниками були — священник Єремеїще, священник Василище і диякон Йосипище (як вони себе називали в чолобитною московському царю).
Бідність перших храмів змушувала клір часто звертатися до царя з проханням матеріально допомогти новим храмам і бідному кліру.
Але з ростом міста зростав і добробут церков. У 1685—1687 рр. в місті будується перший кам'яний храм, який зберігся до нашого часу — Свято-Покровський.
До 1667 року харківське церковне життя перебувало в прямому віданні Патріарха Московського і всієї Русі; з 1667 по 1799 роки територія входила до складу Бєлгородської єпархії РПЦ.

### У складі Білгородської єпархії РПЦ
У цей час церковним життям у Харкові та Харківському полку керував соборний протопіп, або духовний управитель — настоятель Успенського собору. У віданні Харківського протопопа, крім Харківського, був ще й Валківський повіт і частина Вовчанського. Його правління називалося протопопією або духовним двором. Всі архієрейські розпорядження, які стосувалися церков харківського полку, йшли саме до нього. До протопопа зверталася і місцева влада щодо церковних питань. В інших полкових містах Слобожанщини були свої протопопи. В 1744 році в Харкові створюється Духовне правління, до якого крім протопопа входили ще два члени — проповідник і один учений священник. Ця реорганізація була пов'язана з тим, що один протопіп не справлявся з усіма місцевими справами і часто, навіть, найдрібніші справи відправлялися до Бєлгородської духовної консисторії, ускладнюючи її діяльність. В 1758 році на 94 церкви, які входили у відання Харківського духовного правління, було 3 протоієреї, 114 священників, 5 дияконів, 62 дячки, і 23 паламаря. Весь округ Духовного управління ділився на 5 відділень — Харківське відомство (кероване протопопом), Валківське, Нововодолазьке, Ольшанське і Золочівське намісництва, які керувалися намісниками зі старших священників.
Духовне управління було сполучною ланкою між Бєлгородською духовною консисторією та окремими парафіяльними священниками. Воно ж розглядало і деякі дрібні справи свого округу.
Список харківських протопопів:
- Єремій
- Іван
- Захарія Филимонович
- Панкратій Филимонович
- Петро Андрєєв
- Яків Ревковскій 1707—1716
- Яків Петрович Сенютович 1719—1722
- Григорій Александров 1722—1764
- Стефан Флоринський 1764—1769
- Михайло Іванович Шванский 1769—1790
- Іван Андрійович Гільовський 1790—1795
- Андрій Семенович Прокопович з 1795

В 1726 році був заснований Харківський колегіум. Свого часу там викладав відомий український філософ Григорій Сковорода.
26 лютого 1764 року був проголошений Маніфест про секуляризацію церковних володінь, за яким монастирські землі були передані у власність державі. У 1786—1788 рр. секуляризація була проведена в південних губерніях Росії і України. У цей час було розформовано безліч монастирів.

### Отримання самостійності і подальша історія єпархії
16 (27) жовтня 1799 року указом Імператора Павла I була утворена Слобідсько-Українська єпархія РПЦ, виділена з до того величезної Бєлгородської єпархії РПЦ.
Першим її єпископом став Христофор (Сулима) з титулом «Слобідсько-Український і Харківський»; з 13 лютого 1836 по 5 червня 1945 титул був «Харківський і Ахтирський», а з 5 червня 1945 — «Харківський і Богодухівський».

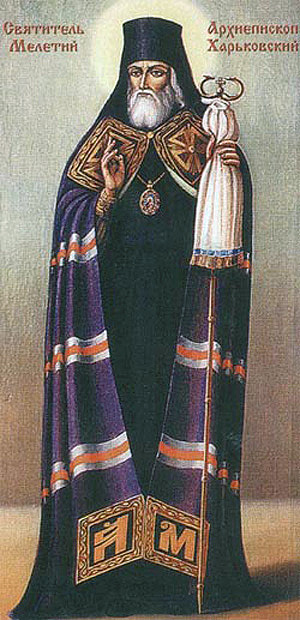
Святитель Мелетій, архієпископ Харківський

В 1866 в єпархії було засновано Сумське вікаріатство РПЦ.
В XVII-XVIII століттях головним храмом міста був Свято-Успенський собор. Після заснування самостійної єпархії кафедральним собором став Покровський, а Успенський перетворений в «Градський собор». 1846, за синодальним указом, архієрейська кафедра була перенесена з Покровського в Успенський собор. «Градським собором» стала іменуватися Благовіщенська церква, а з 1863 — Воскресенська. В 1865 році Синод виявив повну непотрібність титулу «Градський собор» і право іменуватися собором залишилося лише у Свято-Успенського храму.
В 1800 році на території Свято-Покровського монастиря була відкрита Духовна консисторія. У 1841 році почалося впровадження нового статуту духовної консисторії, який уніфікував церковне управління на рівні єпархії. Єпархія поділялася на церковні округи — протопопії, які відповідали повітам і керувалися протопопами і духовними правліннями — відповідними колегіальними органами. Протопопії поділялися на благочинні округи, а ті — на парафії. Згодом інститут протопопії ослаб, а в 1840 році його було ліквідовано.
У 1840/41 навчальному році в Харкові була організована Духовна семінарія на базі колишнього Колегіуму.
На час заснування єпархії в Харкові налічувалося 10 церков: Покровська, Успенська, Миколаївська, Благовіщенська, Дмитрівська, Різдвяна, Воскресенська, Михайлівська, Вознесенська і Мироносицька, яка була цвинтарної.
Якщо в 1799 році в єпархії було 673 церкви, то через 100 років їх налічувалося понад 1000. На початку XX століття на Харківщині було близько 800 церковно-парафіяльних шкіл і близько 20 монастирів. Всього на Харківщині на 1904 рік налічується 950 церков, 10 монастирів, 1360 священників і дияконів. У самому місті налічувалося 42 церкви.
У 1912 році в єпархії було 952 церкви, 75 каплиць, 13 монастирів (8 чоловічих та 5 жіночих), 1 жіноча громада; духовна семінарія, 3 духовних училища, єпархіальне жіноче училище, 816 церковних шкіл; 777 бібліотек при церквах, 7 лікарень і 27 богаділень.
16 жовтня 1843 року після доповіді обер-прокурора Священного Синоду імператор Микола I затвердив прохання жителів Харкова про введення хресного ходу для перенесення ікони Озерянської Божої Матері з Курязького монастиря в Харківський Покровський кафедральний собор. Хресні ходи повинні були відбуватися 30 вересня (з Куряжа до Харкова) та 22 квітня (з Харкова до Куряж) відповідно до престольних свят Харківського Покровського собору (1 жовтня) і Курязького монастиря (23 квітня). Він став головним міським духовним святом.
У 1821—1841 рр. велося будівництво дзвіниці Успенського собору (89,5 м), яка перевершувала за висотою дзвіницю Івана "Великого" в Москві.
У другій половині XIX століття в Харкові виходить 14 духовно-просвітницьких видань російською мовою, зокрема філософсько-богословський журнал «Віра і розум», журнали «Духовний вісник», «Духовний щоденник», «Благовіст», газета «Харківські Єпархіальні Відомості», інші видання.

### Харківська єпархія в XX столітті
З 14 травня 1914 по квітень 1917 року (знову обраний в серпні того ж року) Харківську кафедру займав Антоній (Храповицький), згодом перший предстоятель Російської Православної Церкви закордоном.

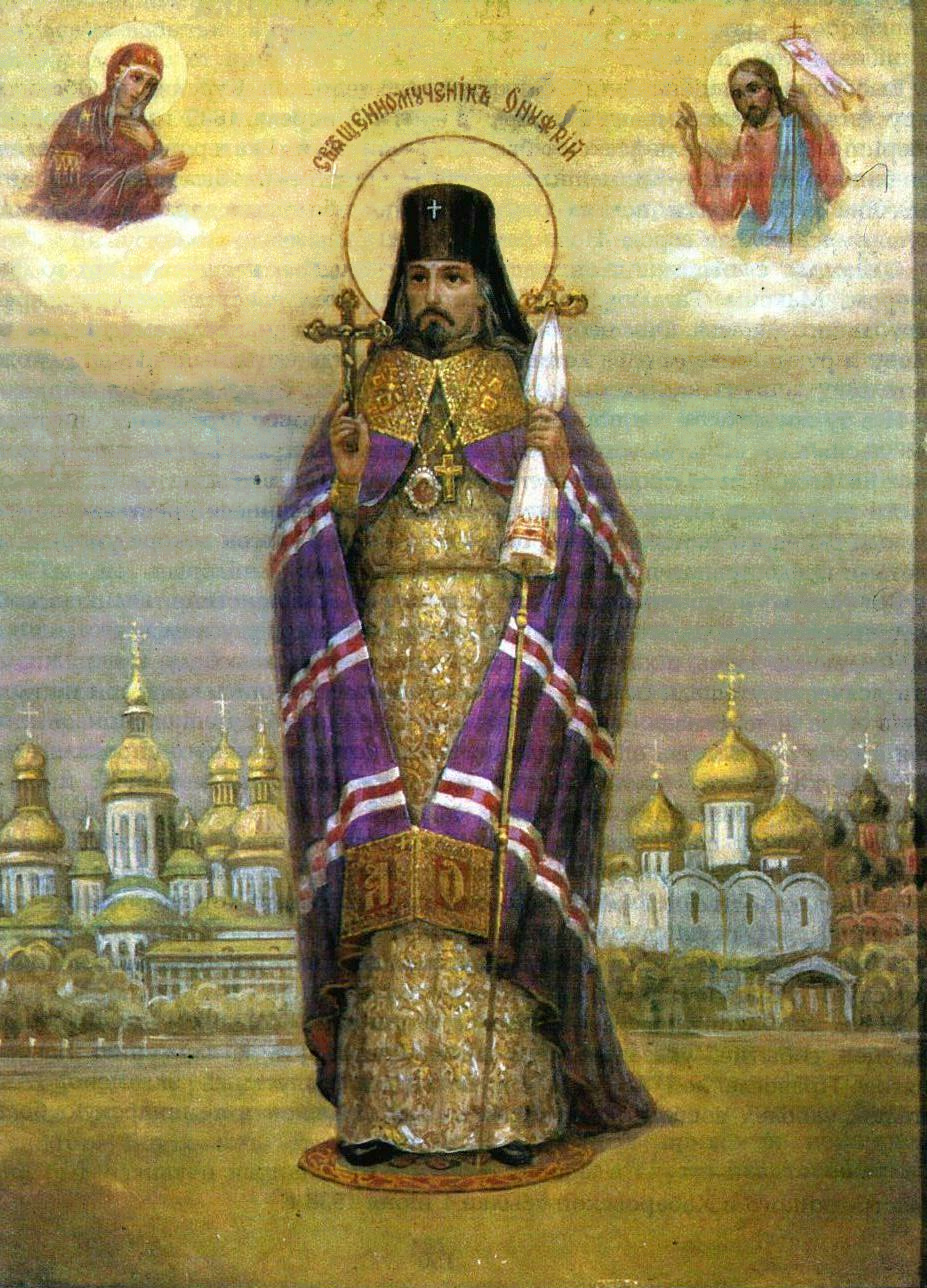
Священномученик Онуфрій (Гагалюк)

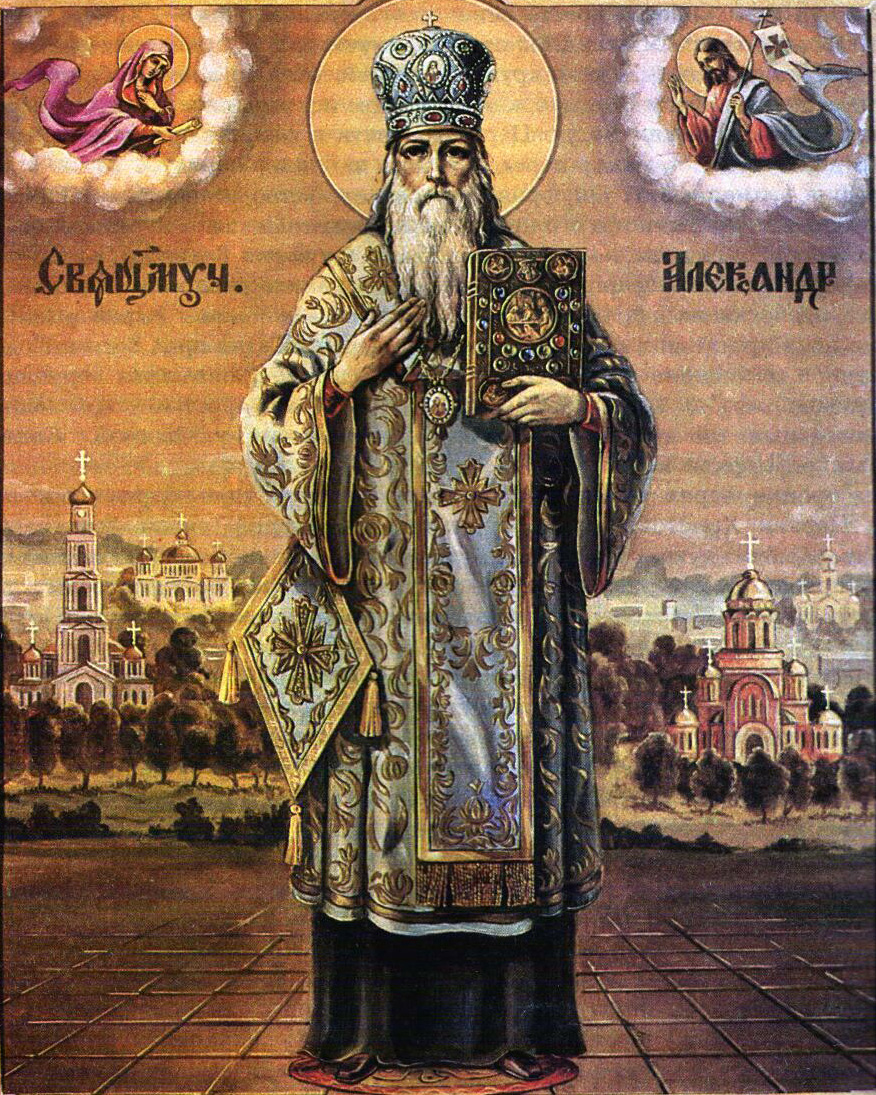
Священномученик Олександр (Петровський)

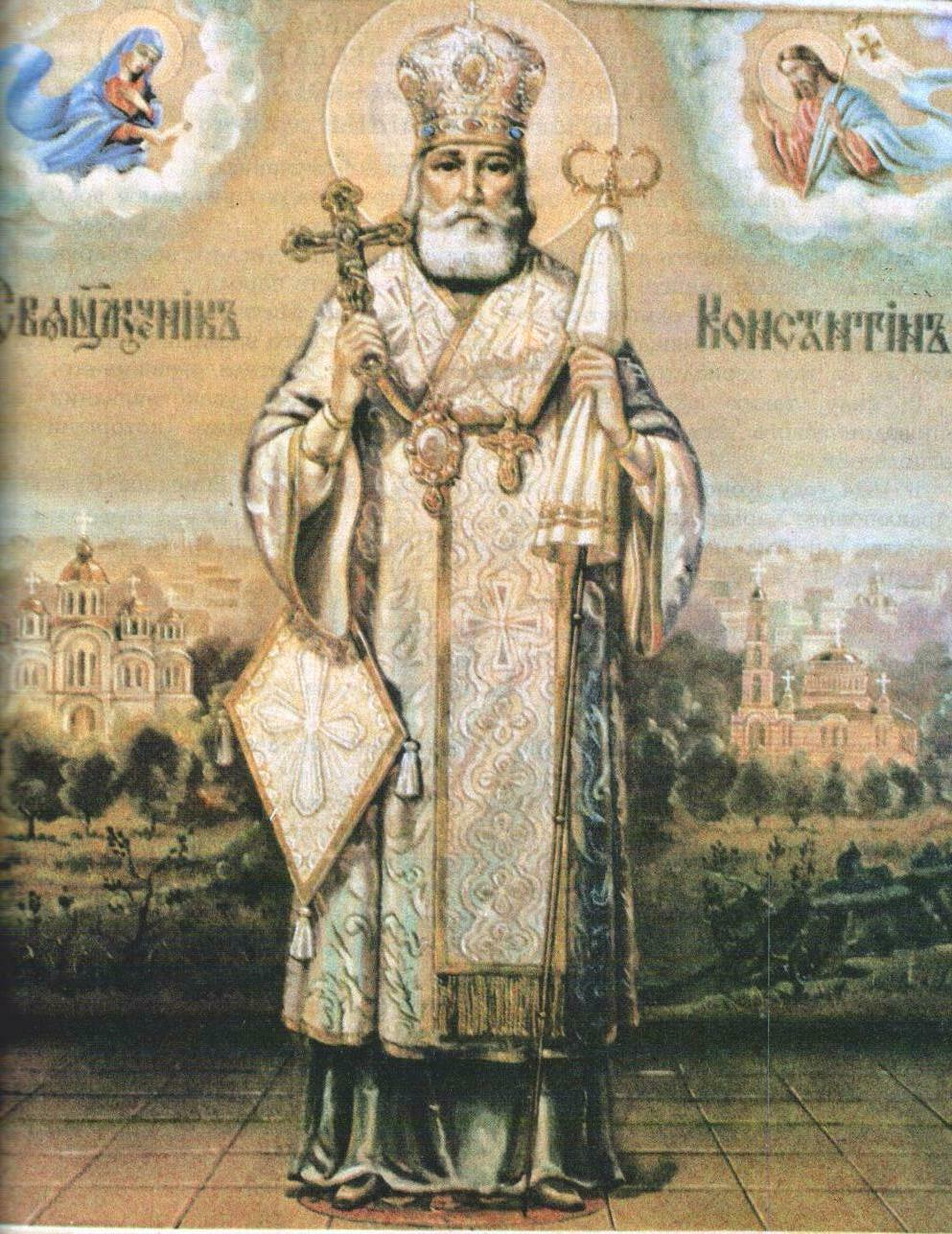
Священномученик Костянтин (Дьяков)

В 1920-ті роки в церковному житті Харківщини домінував «обновленчеський» рух Російської Церкви. Партійно-державні органи докладали зусиль щодо повної ліквідації Патріаршої Церкви («тихоновщини»). Газета «Известия» від 18 квітня 1923 повідомляла: " < …> На этих днях среди харьковского духовенства закончена ликвидация последних остатков тихоновщины. В результате арестовано 16 священников, во главе с епископом Павлом, и 2 черносотенца — Стеценко и Губиев. Черносотенные попы будут высланы из пределов Украины. "
У жовтні — грудні 1923 року в Харкові відбувся обновленський собор, який проголосив утворення Української Православної Автокефальної Церкви (УПАЦ) і обрав Синод (звідси й друга назва — «синодали»), очолюваний митрополитом Пимоном (Пеговим). На початку 1930-х років виник гострий конфлікт між УАПЦ та обновленським синодом в Москві, 20 грудня 1934 року московський обновленський синод ухвалив рішення ліквідувати УАПЦ і перевести її парафії в своє безпосереднє підпорядкування.
З 11 по 15 листопада 1924 року в Харкові засідала Всеукраїнська Передсоборна нарада («обновленська») у складі 78 делегатів: єпархіальних і вікарних єпископів і по одному клірику і мирянину від кожної єпархії. Центральний обновленський Синод був представлений митрополитом Серафимом (Руженцовим); головував митрополит Пімен (Пегов). Головними питаннями порядку Наради були: автокефалія Української Церкви та українізація богослужіння. Нарада засудило «самосвятів-липківців» як єретиків і розкольніков. За доповіддю обновленського Київського митрополита Інокентія (Пустинського) було прийнято постанову щодо необхідності переходу Києво-Печерської лаври у відання Всеукраїнського Священного Синоду, що і відбулося 15 грудня 1924 року.
У той же період активно діяли представники монархічної громади «подгорновцев» (по імені священника Василя Підгорного — спочатку у веденні єпископа Варлаама (Лазаренко), а з березня 1928 — єпископа Алексія (Буя)). В кінці 1920-х Харків також був одним з центрів іосифлянства, на чолі якого стояв тут єпископ Павло (Кратіров).
До 1941 року залишався лише один відкритий храм — Казанський храм у Харкові на Лисій горі. У цей період в Харкові займав архієрейську кафедру священномученик архієпископ Олександр. Він і служив в єдиному православному храмі міста.
Після окупації в жовтні 1941 року міста німецькими військами церковне життя почала відроджуватися під керівництвом митрополита Феофіла Булдовського, який влітку 1942 року прилучився до УАПЦ (полікарпівців); в його юрисдикції знаходилось близько 400 парафій.
В 1946 році Свято-Благовіщенський собор стає кафедральним собором Харківської єпархії.
В 1947 році з Покровського монастиря Харкова було перенесено мощі св. Мелетія і мощі святителя Афанасія Цареградського, Лубенського чудотворця (що до цього знаходилися в музеї) — в Благовіщенський собор міста.
Різке скорочення числа парафій спостерігалося з кінця 1950-х: храми перетворювалися на клуби, кінотеатри, склади та інші господарчі заклади. Кількість парафій на 1 січня 1979 року, скоротилася до 65, з них у Харкові залишилося 11.
До року тисячоліття Хрещення Русі в Харкові було закінчено реставрацію Успенського собору; розпочався процес повернення єпархії храмів і монастирів.

### Архієрейський собор УПЦ МП 1992 року
Доленосне значення для історії УПЦ МП став Архієрейський Собор, що проходив 27-28 травня 1992 року в Харкові, в архієрейської резиденції на території Покровського монастиря. На Соборі був обраний новий предстоятель Української православної церкви (Московського патріархату) — митрополит Київський і всієї України Володимир Сабодан. Собор був скликаний Митрополитом Харківським і Богодухівський Никодимом Руснаком, який і головував на ньому.
Архієреї, що брали участь у Соборі, висловили недовіру митрополиту Філаретові (Денисенку), який не з'явився на Собор і звільнили його з Київської кафедри та посади Першоієрарха УПЦ МП.

### Єпархія в1990-ті

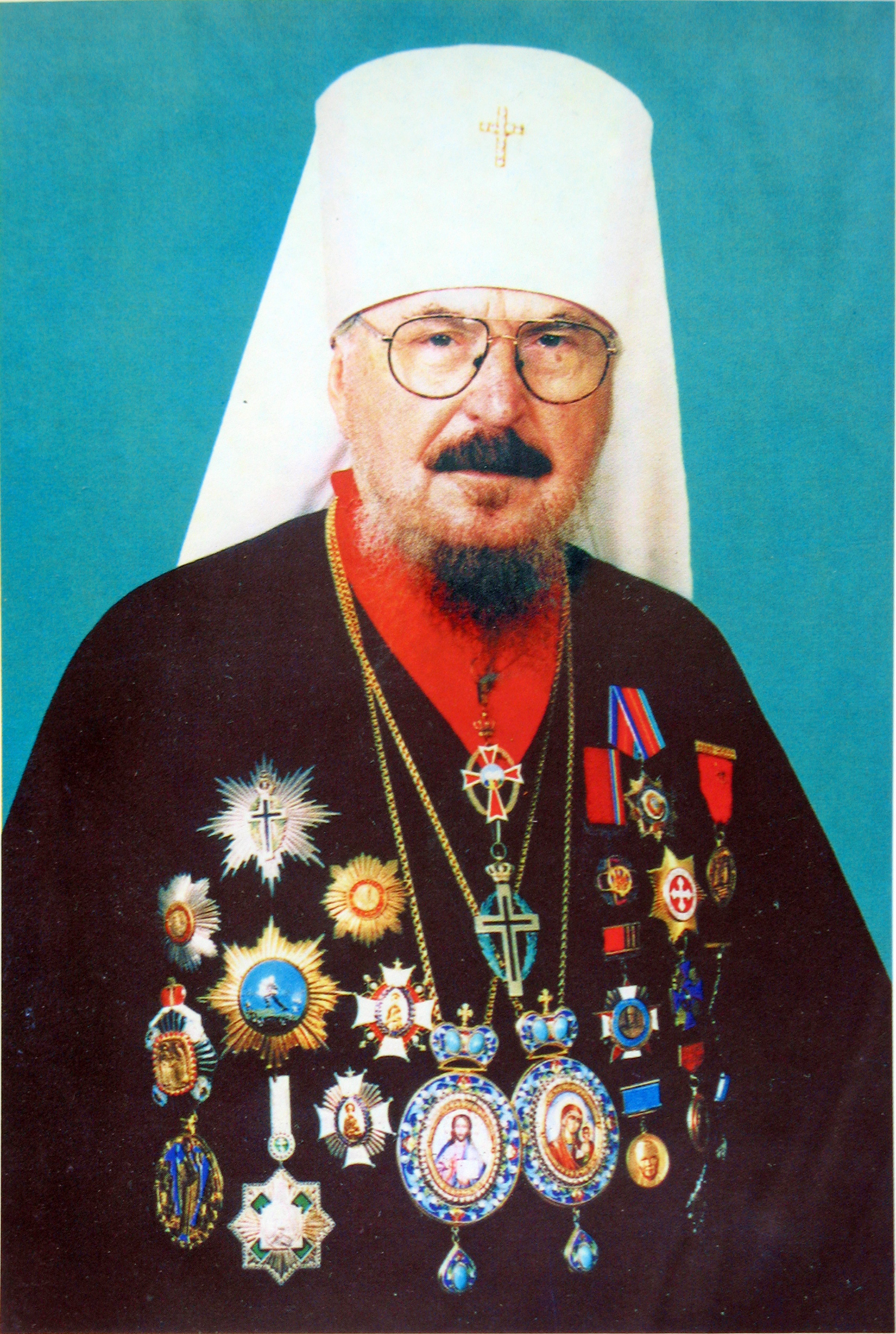
Митрополит Харківський і Богодухівський Никодим Руснак)

18 вересня 1993 року в місті Харкові відкривається дворічне Духовне Училище, яке було затверджено синодом УПЦ МП 19 жовтня 1993. 12 вересня 1996 р. Харківське Духовне Училище отримало статус семінарії. Термін навчання було збільшено на два роки. Ректором став Митрополит Харківський і Богодухівський Никодим. Перший випуск семінарії відбувся 21 травня 1997 року, 26 осіб отримали дипломи.
У 1994 році знову почала виходити газета «Харківські Єпархіальні Відомості», яка стала офіційним органом Харківської Єпархії УПЦ МП, а в 2000 році був відновлений вихід філософсько-релігійного журналу «Віра і розум».
22 червня 1993 року на засіданні синоду УПЦ МП всіх новомучеників Слобідського краю, які постраждали в роки більшовицького гоніння на церкву, причислили до місцевошанованих святих. Серед них — священномученик архієпископ Харківський Олександр (Петровський), тимчасово керуючий Харківської Єпархією у важкі 30-ті роки архієпископ Онуфрій (Гагалюк), митрополит Костянтин (Дьяков), архієпископ Інокентій (Летяєв), архієпископ Інокентій (Тихонов), священнослужителі та інші православні подвижники.
Активно йде повернення і будівництво нових храмів.

## Сучасний стан

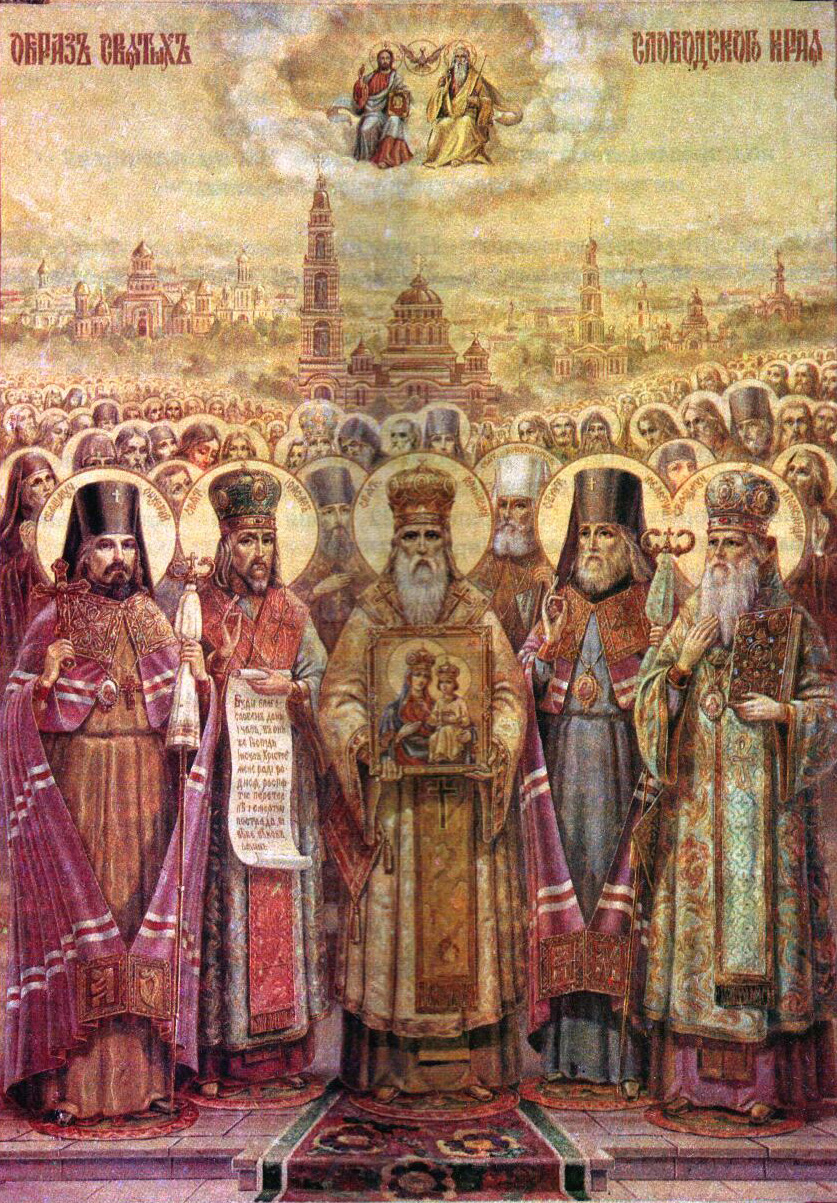
Ікона «Святі Слобідського краю»

Керуючим єпархією є митрополит Онуфрій (з 8 травня 2012 року).
Харківське Єпархіальне Управління Української Православної Церкви знаходиться за адресою: м. Харків, 61002, вул. Університетська, 8.
Єпархіальні відділи: релігійної освіти, катехізації та місіонерства; по взаємодії зі Збройними Силами та правоохоронними установами; у справах молоді; паломницький відділ.
У Харківській єпархії налічується 313 парафій (входять до складу 20 благочинних округів), діють 1 чоловічий (Свято-Покровський монастир міста Харкова) і 1 жіночий монастир (Свято-Архістратига-Михайлівський монастир м. Лозова Харківської області).
Кафедральний собор єпархії — Свято-Благовіщенський собор в Харкові.
В Єпархії діє Духовна Семінарія (термін навчання 4 роки). При Семінарії діють регентські і педагогічні курси (для викладачів недільних шкіл), іконописна школа (термін навчання 3,5 роки).
З 2004 р. діє Церковно-історичний музей Харківської єпархії.
У листопаді 2022 року співробітники СБУ провели обшуки в приміщеннях єпархії, в результаті було виявленор сотні тисяч готівки (зокрема, російськими рублями), прокремлівську літературу та російські сухпайки.
Періодичні видання:
- Газета «Харківські Єпархіальні Відомості». Виходить щомісячно українською та російською мовами (двомовне видання). Заснована в 1867 р. Після 1917 р. видання призупинено, відновлено в 1994 році.
- Газета «Православна Харківщина». Виходить щомісяця. Заснована в 2002 році.
- Журнал «Віра і Розум». Виходить 2 рази на рік. Заснований в 1884 р. Після 1917 р. видання журналу було припинено. Відновлено в 2000 році.

### Герб Єпархії
24 березня 2011 митрополитом Харківським і Богодухівським Никодимом був затверджений герб Харківської єпархії. У розробці брали участь: декан історичного факультету Харківського національного університету імені В. Н. Каразіна Посохов С. І., професор Харківського національного університету імені В. Н. Каразіна Куделко С. М., протодиякон Максим Талалай, головний художник м. Харкова Дуденко С. І., Мироненко Г. І.
Опис: Герб Харківської єпархії Української Православної церкви являє собою щит овальної форми, який розсічений і пересічений (четверочастний). Поле правого боку — зелене (в церковній православної символіці зелений колір нагадує про зелену мантії — один із знаків патріаршої гідності; в нашому регіоні цей колір використовується в гербах міста і області), поле лівого боку — лазурне (синє), яке символізує колір митрополичої мантії. Звужені стовп і пояс утворюють центральний хрест. Щит облямований золотою облямівкою. У першій частині щита поміщений натільний мармуровий хрест, знайдений на Донецькому городищі. У другій частині щита зображена виноградна лоза — древній християнський символ (гроно винограду містить 27 ягід, за числом районів сучасної Харківської області). У третій частині зображений білий висхідний орел (фронтально, розпростерши крила, голова повернута геральдично вправо) — символ родового герба першого єпископа Слобідсько-Українського та Харківського Христофора (Сулими; + 1813). У четвертій частині щита зображено омофор, оскільки церковно-адміністративний та історичний центр Харківської єпархії знаходиться в Свято-Покровському монастирі. Як навершя виступають архієрейська митра, а також верхні частини архієрейського жезла і запрестольного хреста. По боках від щита стоять фігури харківських святих — святителя Мелетія і священномученика Олександра, які символізують більш ніж двохсотлітню історію єпархії. На девізної стрічці пурпурного кольору є девіз «Віра і розум», а також позначення кирилицею дати — 1799 — рік заснування Харківської єпархії. Стрічка обрамляє лаврові і дубові гілки.

## Список архієреїв Харківської єпархії УПЦ МП

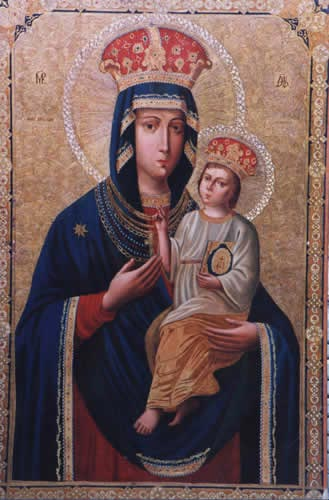
Озерянська ікона Божої Матері, головна святиня Харкова

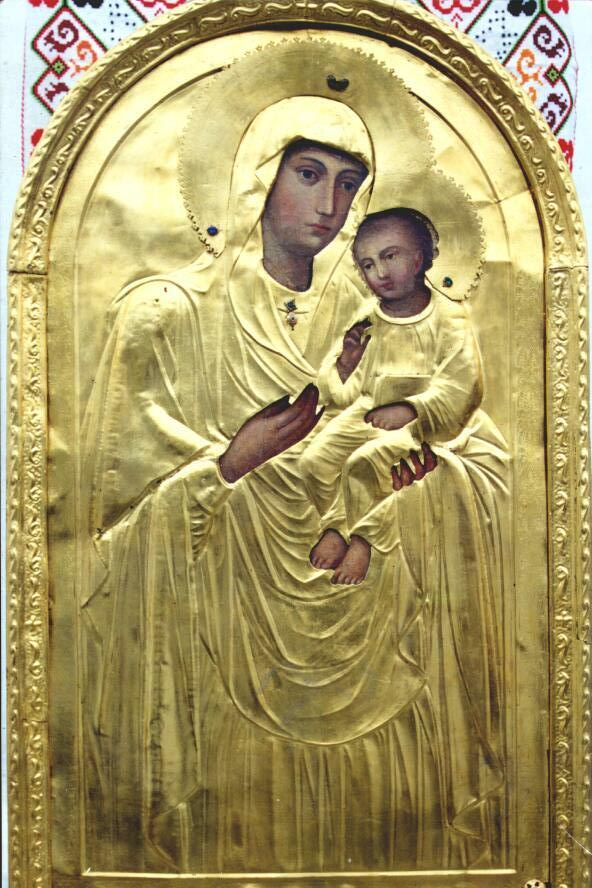
Піщанська ікона Божої Матері, святиня міста Ізюму

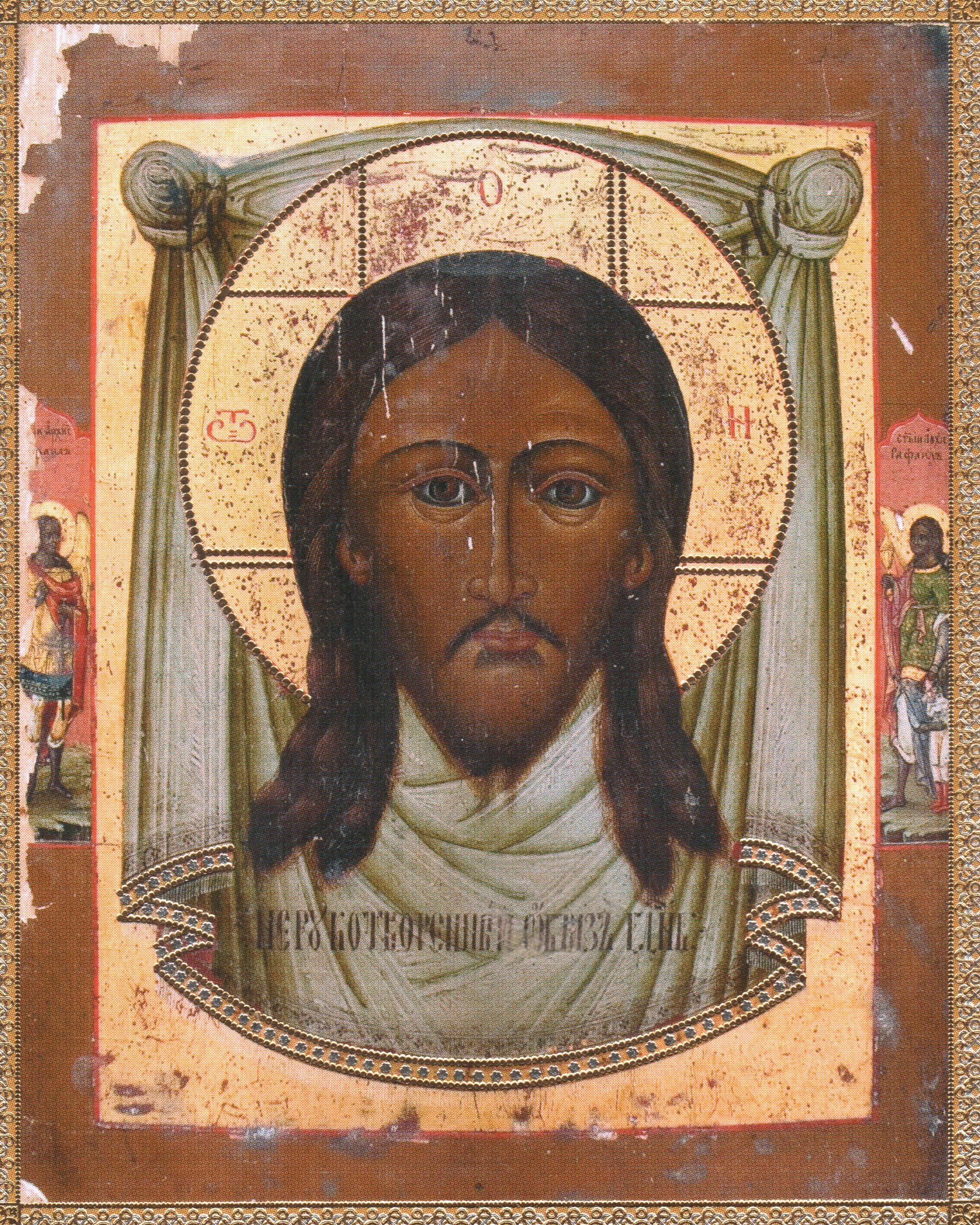
Місцева ікона Спаса Нерукотворного, що чудесно обновилась

### Слобідсько-Українська і Харківська єпархія
- Христофор (Сулима), єпископ (16 жовтня 1799 — 6 лютого 1813)
- Аполлос (Терешкевич), єпископ (14 жовтня 1813 — 19 січня 1817)
- Павло (Саббатовський), єпископ (18 лютого 1817 — 26 лютого 1826)
- Віталій (Борисов-Жегачев), єпископ (28 лютого 1826 — 12 березня 1832)
- Інокентій (Александров), єпископ (19 травня 1832 — 22 червня 1835)

### Харківська та Ахтирська єпархія
- Мелетій (Леонтович), архієпископ (22 червня 1835 — 29 лютого 1840)
- Смарагд (Крижанівський), архієпископ (6 квітня 1840 — 31 грудня 1841)
- Інокентій (Борисов), єпископ (31 грудня 1841 — 24 лютого 1848) (з 15 квітня 1845 архієпископ)
- Елпідіфор (Бенедиктов), єпископ (1 березня 1848 — 6 листопада 1848)
- Філарет (Гумілевський), єпископ (6 листопада 1848 — 2 травня 1859) (з 7 квітня 1857 архієпископ)
- Макарій (Булгаков), єпископ (2 травня 1859 — 10 грудня 1868) (з 8 квітня 1862 архієпископ)
- Нектарій (Надєждін), архієпископ (21 січня 1869 — 7 вересня 1874)
- Сава (Тихомиров), єпископ (7 грудня 1874 — 23 квітня 1879)
- Іустин (Охотин), єпископ (23 квітня 1879 — 15 вересня 1882)
- Амвросій (Ключарев), єпископ (22 вересня 1882 — 3 вересня 1901) (з 20 березня 1886 архієпископ)
- Флавіан (Городецький), архієпископ (10 листопада 1901 — 1 лютого 1903)
- Арсеній (Брянцев), архієпископ (8 лютого 1903 — 28 квітня 1914)
- Антоній (Храповицький), архієпископ (14 травня 1914 — 1 травня 1917; 19 серпня 1917 — 30 травня 1918) (митрополит з 29 листопада 1917)
- Георгій (Ярошевський), архієпископ (1919–1921)
- Нафанаїл (Троїцький), архієпископ (1921–1927) (з 1924 митрополит)
- Костянтин (Дьяков), т/у, єпископ Сумський (21 вересня 1924 — 12 листопада 1927), архієпископ Харківський (12 листопада 1927 — 9 липня 1934) (з 18 травня 1932 митрополит)
- Сергій (Гришин), архієпископ (9 липня — 5 листопада 1934)
- Інокентій (Летяєв), архієпископ (17 лютого 1935 — 20 липня 1936)
- Інокентій (Тихонов), архієпископ (січень 1937 — 5 квітня 1937)
- Олександр (Петровський), архієпископ (2 червня 1937 — 28 липня 1938)

### Харківська та Богодухівська єпархія
- Стефан (Проценко), архієпископ (5 червня 1945 — 6 жовтня 1960) (з 12 лютого 1959 митрополит)
- Нестор (Тугай), єпископ (16 березня 1961 — 30 березня 1964)
- Леонід (Лобачов), архієпископ (30 березня 1964 — 28 липня 1967)
- Леонтій (Гудимов), єпископ (7 жовтня 1967 — 1 грудня 1970) (з 25 лютого 1968 архієпископ)
- Никодим (Руснак), архієпископ (1 грудня 1970 — 23 листопада 1983), до 28 березня 1984 т/у
- Іриней (Середній), архієпископ (28 березня 1984 — 13 вересня 1989)
- Никодим (Руснак), митрополит (13 вересня 1989 — 15 вересня 2011)
- Онуфрій (Легкий), митрополит (8 травня 2012)

## Вікарні архієреї Харківської єпархії УПЦ МП

### ЄпископиСумські
- Герман (Осецький) (8 січня 1867 — 24 червня 1872)
- Веніамін Платонов (30 липня 1872 — 9 квітня 1883)
- Геннадій (Левицький) (9 квітня 1883 — 29 листопада 1886)
- Петро (Лосєв) (1 листопада 1887 — 22 липня 1889)
- Володимир (Шимкович) (24 серпня 1890 — 5 грудня 1892)
- Іоанн (Кратіров) (25 квітня 1893 — 17 січня 1895)
- Петро (Другов) (17 січня 1895 — 30 травня 1899)
- Інокентій (Бєляєв) (1 серпня 1899 — 10 грудня 1901)
- Стефан (Архангельський) (27 січня 1902 — 29 квітня 1904)
- Олексій (Дородніцин) (30 травня 1904 — 18 липня 1905)
- Євген (Бережков) (27 листопада 1905 — 22 травня 1909)
- Василь (Богоявленський) (26 липня 1909 — 4 березня 1911)
- Феодор (Лебедєв) (8 травня 1911 — 14 травня 1916)
- Митрофан (Абрамов) (5 червня 1916 до грудня 1919)
- Корнилій (Попов) c 15 лютого 1921 до вересня 1922)
- Костянтин (Дьяков) (23 квітня 1924 — 12 листопада 1927)
- Вячеслав (Шурко) (23 жовтня 1934—1935)

### Єпископи Старобільські
- Феодор (Лебедєв) з 14 травня 1916 до 16 жовтня 1917.
- Неофіт (Слєдніков) з 16 жовтня 1917 (з 17/30 травня 1918 тимчасово керував Харківською єпархією) до 9 листопада 1918 року.
- Павло (Кратіров) з 1921 до березня 1923 року.
- Дмитро (Галицький) з 1923 до 1925 року.

### Єпископи Вовчанські
- Олексій (Воронов) з 1918 до 1919 року

### ЄпископиЄлисаветградські
- Павло (Колосов) з 1921 до 1923 року

### ЄпископиІзюмські
- Онуфрій (Легкий), єпископ (з 22 квітня 2000 р.), архієпископ (з 20 травня 2007 р.)

## Список монастирів Харківської єпархії РПЦвУ

### Сучасність
- Харківський Свято-Покровський чоловічий монастир. Заснований в 1726 р., закритий в 1920 р., відновлений в 1991 р.
- Свято-Архангело-Михайлівський жіночий монастир м. Лозова. Заснований в 1998 році.

### Монастирі, які раніше входили до складу єпархії
- Свято-Борисоглібський жіночий монастир с. Водяне Зміївського району. Заснований в 1997 році. У 2012 році, відійшов до новоутвореної Ізюмської єпархії.
- Курязький Преображенський монастир. Заснований в 1673 році. Під час секуляризації церковних земель монастир був закритий і перетворений в лазарет і склад. У 1796 році завдяки клопотанням харківського генерал-губернатора А. Я. Левандінова монастир був знову відкритий.
- Хорошівський Вознесенський жіночий монастир. Точна дата заснування невідома. У 1656 році вже існував.
- Харківський Миколаївський жіночий монастир.
- Святогірська пустинь. Монастир заснований на правому березі Дінця на крейдяних горах. Перші відомості про Святогорську відносяться до початку XVI століття. Точна дата заснування монастиря невідома. Перші достовірні дані відносяться до 1624 року. Після секуляризації 1788 монастир був закритий.
- Охтирський Троїцький монастир. Перший дерев'яний храм монастиря — Благовіщенський був побудований в 1654 році. У 1724 році побудовано кам'яний Троїцький храм. З цього часу монастир отримав свою назву. У 1787 році монастир був закритий, а ченці були переведені в Курязький монастир. Троїцький храм був перетворений в парафіяльній, а Благовіщенський та Преображенський храми разом з огорожею були розібрані.
- Сумській Успенський монастир.
- Сумській Предтечею жіночий. Заснований біля заплави річки Псел у двох верстах від Сум в слободі Луки. Заснований полковником Герасимом Кондратович в 1687 році. У 1787 році, під час масового закриття монастирів, на деякий час залишили на проживання в ньому всіх черниць закритих монастирів Бєлгородської єпархії. Після їх смерті начиння і речі монастиря передані в Покровський монастир.
- Михайлівська Предтечева пустель. Заснована в 12 верстах від Лебедина і в одній версті від слободи Михайлівки. Ще в 1676 році тут жив монах-пустельник. У 1680—1685 роках збудовано монастирські будівлі. У 1790 році обитель закрили.
- Озерянська Богородична пустель. Заснована в 1710 р. Закрита в 1787 р.
- Зміївської Миколаївський монастир. Заснований у восьми верстах від Змієва і в п'яти верстах від гирла р. Гомільша, на правому березі Дінця. У 1668 році монастир вже існував. Закритий в 1788 році.
- Краснокутський Петропавлівський монастир. Заснований на правому березі р.. Мерло в трьох верстах від Краснокутська полковником Іваном Штепой близько 1673—1675 рр.. Закритий в 1788 році.
- Сеннянскій Покровський монастир. Заснований близько 1682 сеннянскім сотником Василем Григор'євим в семи верстах від Сінного Богодухівського повіту. Закритий в 1788 році.
- Вальковський Троїцький монастир. Заснований в 1675—1684 роках на річці Ворскліце в 6 верстах від колишнього р. Валько і в 40 верстах від Богодухова. Закрито в 1794 р.
- Аркадіева Богородична пустель. Заснована на лівому березі Дінця. У 1653 році вже існувала. У 1787 році закрита.
- Чугуївський Успенський монастир. Заснований у Чугуєві на березі Дінця в 1660 році. Закрито указом від 11 листопада 1724 року.
- Чугуївська Володимирська пустель. Заснована близько 1700 року на березі Дінця в 6 верстах від Чугуєва. Названа на честь Володимирської ікони Богоматері. Закрита в 1787 році.
- Гороховатовская Богородична пустель. Заснована на правому березі Старого Оскола у підошви Гороховатскіх скель. Дата заснування невідома, але в 1698 році вже існувала. У 1760 році перенесена від підтоплень на лівий берег Оскола (близько хутора Борового). Закрита в 1788 році.
- Светловщінскій Трьохсвятительський жіночий монастир. Заснований в 1897 році в селі Світловщина, в п'яти кілометрах від м. Лозова. Закритий в 1917 році.
- Спасів чоловічий монастир. Заснований в 1889 р. як скит Святогірського монастиря на місці чудесного порятунку Царської Сім'ї під час аварії імператорського поїзда 17 жовтня 1888. У 1906 році перетворений у самостійний монастир.

## Святині
- Озерянська ікона Божої Матері — святкування 30 жовтня (12 листопада).
- Піщанська ікона Божої Матері — святкування 8 (21) липня і 22 жовтня (4 листопада).
- Ікона Спаса Нерукотворного — святкування 7 (20) липня.
- Святі єпархії:
  - Святитель Афанасій Цареградський, Лубенський чудотворець, Константинопольський патріарх (мощі його з 1947 року перебувають в Благовіщенському соборі Харкова) — пам'ять 2 (15) травня;
  - Святитель РПЦ Йоасаф (Горленко) — пам'ять 10 (23) грудня та 4 (17) вересня;
  - Святитель РПЦ Мелетій архієпископ Харківський — пам'ять 12 (25) лютого (тезоіменитство) і 29 лютого (14 березня) або 28 лютого (13 березня — невисокосний рік);
  - Священномученик Онуфрій (Гагалюк) — пам'ять 19 травня (1 червня);
  - Священномученик РПЦ Олександр (Петровський) — пам'ять 9 травня (1 червня);
  - Священномученик РПЦ Костянтин (Дьяков) — пам'ять 9 травня (1 червня).

Також серед місцевошанованих святих єпархії названі священномученики РПЦ Інокентій (Летяєв) і священномученик Інокентій (Тихонов), а також ще 28 новомучеників Слобідського краю, пам'ять 19 травня (1 червня).
Єпископами Харківськими були Святитель Інокентій (Борисов), причислений до лику місцевошанованих святих Одеської єпархії (пам'ять 25 травня/7 червня) і Святитель Філарет (Гумілевський), причислений до лику місцевошанованих святих Чернігівської єпархії (пам'ять 9/22 серпня).
На території Харківської єпархії народилися:
- святитель Іоанн Шанхайський і Сан-Франциський — пам'ять 19 червня (2 липня) і 29 вересня (12 жовтня) (село Адамівка)
- преподобний Іосиф Оптинський — пам'ять 9 (22) травня та 11(24) жовтня (село Городище Старобільського повіту).

З 26 липня 1909 по 4 березня 1911 вікарієм Харківської Єпархії був Священномученик Василь (Богоявленський) єпископ Сумський, пізніше — архієпископ Чернігівський і Ніжинський.
У 1924 р. посаду тимчасового керуючого Харківської Єпархією займав Священномученик Серафим (Самойлович).
З 1934 по 1935 рр. посаду тимчасового керуючого Харківської Єпархією займав Священномученик Анатолій (Грисюк).
З 1921 до березня 1923 вікарієм Єпархії був канонізований РПЦЗ Павло (Кратіров).
На засланні або ув'язненні в Харкові перебували: Священномученик Парфеній (Брянських), Священномученик Сергій (Звєрєв), Священномученик Фадей (Успенський), Священномученик Дамаскін (Цедрик), Священномученик Макарій (Кармазін), Священномученик Антоній (Панкеєв), Священномученик Аркадій (Остальський), Священномученик Василь (Зеленцов), Священномученик Амвросій (Полянський).
На території, яка в той час входила до складу Харківської єпархії, народилися: Преподобномученик архімандрит Никанор (Морозкін), Преподобномученик ієромонах Геннадій (Летюк), Преподобномученик ієромонах Косма (Магда), Преподобномученик ієромонах Феогност (Пивоваров), преподобномучениця черниця Ксенія (Черліна-Браїлівська), Мучениця Міліца Кувшинова.
На території єпархії народилися і служили: Священномученик протоієрей Яків Передерій (Передій), Священномученик священник Василь Зеленський; служили: Священномученик священник Іоанн Речкін, Священномученик священник Михайло Дейнека, Священномученик священник Симеон Кривошеєв, Священномученик диякон Йосип Сченснович, служив та перебував в ув'язненні Преподобний Варсонофій (Юрченко).
На Харківських пастирських курсах навчався Священномученик священник Олександр Єрошов. У 1936—1937 рр. на території Харківської області жив Священноісповеднік протоієрей Роман Медведь.
8 травня 2008 Священний Синод Української Православної Церкви ухвалив рішення про прославлення Собору святих отців іже у Святих Горах на Донці просіяли, куди увійшли 17 подвижників Святогірської Лаври, до 1918 р. входила до складу Харківської єпархії.

## Відвідування єпархії предстоятелями інших церков
1948 р. Предстоятель РПЦ Алексій I, Патріарх Московський і всієї Русі.
1973 р. Предстоятель автономної Японської Православної Церкви Високопреосвященніший Феодосій, Архієпископ Токійський, Митрополит всієї Японії.
22 жовтня 1981 р. Предстоятель Антіохійської Православної Церкви Блаженніший Ігнатій IV, Патріарх Антіохійський і всього Сходу.
27 березня 2011 р. Предстоятель Єрусалимської Православної Церкви Блаженніший Феофіл ІІІ, Патріарх Єрусалимський.
7-8 травня 2011 р. Предстоятель Руської Православної Церкви Святіший Кирил, Патріарх Московський і всієї Русі.
Неодноразово відвідував єпархію Предстоятель УПЦ МП Блаженніший Володимир, Митрополит Київський і всієї України.
Також, єпархію відвідували митрополит Кутаїський Єфрем (Сідамонідзе), в 1960 році обраний Предстоятелем Грузинської Православної Церкви і митрополит Карфагенський Парфеній (Койнідіс), в 1987 році обраний Патріархом Александрійським.